# Suriname Business Forum
Het Suriname Business Forum (SBF)  is een organisatie die gericht is op het verbeteren van het ondernemingsklimaat in Suriname.

## Achtergrond
Het forum kwam op 18 oktober 2006 tot stand door de ondertekening door president Ronald Venetiaan van de Wet houdende instelling van het Suriname Business Forum (Wet Suriname Business Forum).
Het doel van de wet is om ondernemerschap niet te hinderen door onduidelijk en inefficiënt beleid, maar te faciliteren. De gedachte hierachter is dat het midden- en kleinbedrijf belangrijk is voor de Surinaamse economie en de creatie van banen. De werkarm is het Local Business Development Center.

## Verbanden
De SBF is met de volgende drie sectoren verbonden:
- Bedrijfsleven:
  - Vereniging Surinaams Bedrijfsleven
  - Associatie van Surinaamse fabrikanten
  - Kamer van Koophandel en Fabrieken
- Ministeries:
  - Ministerie van Economische Zaken, Ondernemerschap en Technologische Innovatie
  - Ministerie van Financiën
  - Ministerie van Justitie en Politie
  - Ministerie van Landbouw, Veeteelt en Visserij
- Maatschappij:
  - Women in Business Suriname
  - Anton de Kom Universiteit van Suriname
  - Raad van Vakcentrales in Suriname

## Taken
Primair ligt de focus van het SBF op het creëren van duurzaam en innovatief ondernemerschap in voedselverwerking, business process outsourcing, informatietechnologie (ICT) en toerisme in Suriname.
Het SBF heeft de volgende taken:
- Aanbod van een platform voor dialoog tussen de private en publieke sector.
- Dialoog en samenwerking in de ontwikkeling van de private sector, zoals met de overheid en andere partijen.
- Samenwerking zoeken met vergelijkbare instellingen in Suriname en buitenland.
- Good governance van de werkarm Suriname Business Development Center (SBC).
- Creatie van gunstige voorwaarden om de private sector te ontwikkelen.